# Rachel Weisz
Rachel Hannah Weisz (født 7. marts 1970) er en Oscarvindende engelsk skuespillerinde. Hun blev kendt for sin rolle i Hollywood-filmene Mumien og Mumien vender tilbage, og har siden medvirket i store filmroller. I 2006 vandt hun en Oscar for bedste kvindelige birolle for sin medvirken i The Constant Gardener. Hun spiller også med i The Fountain sammen med Hugh Jackman og i Definitely Maybe sammen med bl.a. Ryan Reynolds.
Rachel Weisz spiller også en kvindelig hovedrolle i "The Bourne Legacy" fra 2012.

## Udvalgt filmografi
| År   | Titel                                 | Rolle                                               |
| ---- | ------------------------------------- | --------------------------------------------------- |
| 1996 | Stjålen skønhed                       | Miranda                                             |
| 1997 | Going All the Way                     | Marty Pilcher                                       |
| 1997 | Manden fra havet                      | Amy Foster                                          |
| 1999 | Sunshine - Ein Hauch von Sonnenschein | Greta                                               |
| 1999 | Mumien                                | Evelyn "Evy" Carnahan                               |
| 2001 | Enemy at the Gates                    | Tania Chernova                                      |
| 2001 | Mumien vender tilbage                 | Evelyn "Evy" Carnahan O'Connell/Prinsesse Nefertiri |
| 2002 | About a Boy                           | Rachel                                              |
| 2003 | Juryen                                | Marlee                                              |
| 2005 | The Constant Gardener                 | Tessa Quayle                                        |
| 2005 | Constantine                           | Angela Dodson/Isabel Dodson                         |
| 2006 | The Fountain                          | Isabel/Izzi Creo                                    |
| 2006 | Eragon                                | stemme, Saphira                                     |
| 2007 | My Blueberry Nights                   | Sue Lynn Copeland                                   |
| 2007 | Fred Claus                            | Wanda                                               |
| 2008 | Definitely, Maybe                     | Summer Hartley                                      |
| 2008 | The Brothers Bloom                    | Penelope                                            |
| 2009 | Agora                                 | Hypatia                                             |
| 2009 | The Lovely Bones                      | Abigail Salmon                                      |
| 2010 | The Whistleblower                     | Kathryn Bolkvac                                     |
| 2011 | Page Eight                            | Nancy                                               |
| 2011 | Dream House                           | Libby Atenton                                       |
| 2012 | The Bourne Legacy                     | Dr. Marta Shearing                                  |
| 2013 | Oz the Great and Powerful             | Evanora                                             |
| 2018 | The Favourite                         | Lady Sarah                                          |
| 2021 | Black Widow                           | Melina / Black Widow                                |